# Cyclomia mopsaria
Cyclomia mopsaria är en fjärilsart som beskrevs av Achille Guenée 1858. Cyclomia mopsaria ingår i släktet Cyclomia och familjen mätare. Inga underarter finns listade i Catalogue of Life.